# Eurythenes atacamensis
Eurythenes atacamensis — вид ракоподібних родини Eurytheneidae ряду бокоплавів (Amphipoda). Описаний у 2021 році.

## Поширення
Вид поширений на сході Тихого океану. Виявлений у Перуансько-Чилійському жолобі на глибині від 4974 до 8081 метра.

## Опис
Тіло завдовжки до 8 см.

## Спосіб життя
У місцях проживання виду температура води коливається від 1 °C до 4 °C, гідростатичний тиск на коливається від 600 до 1100 атмосфер. Вид живиться органічними рештками, що осідають на дні.